# Mer de Glace

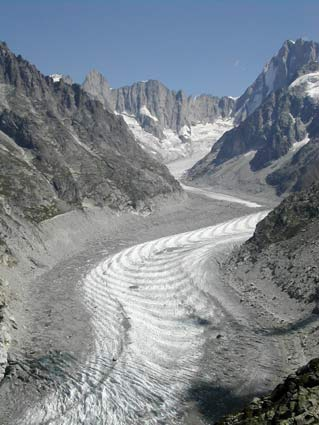
Mer de Glace

Mer de Glace (pol. Lodowe Morze, ang.: Sea of Ice) – najdłuższy lodowiec we Francji na północnych zboczach Masywu Mont Blanc w Alpach. Powstaje z połączenia lodowców Tacul i Leschaux i spływa do doliny Arve, na terenie gminy Chamonix-Mont-Blanc, dając początek potokowi Arveyron.
Lodowiec ten jest w ciągłym ruchu, a jego długość znacznie zależy od zmian klimatycznych. Największe zasięgi w czasach historycznych miał w okresie tzw. małej epoki lodowej, m.in. w I połowie XVII w. oraz w połowie wieku XIX. W 1644 r., gdy spłynął on aż na poziom doliny Chamonix, co poważnie groziło zniszczeniem wsi, Karol Salezy, biskup pomocniczy w Genewie, na czele procesji złożonej z trzystu parafian, egzorcyzmował lodowiec, który rzeczywiście chwilowo się cofnął. Był to jednak tylko chwilowy regres, gdyż egzorcyzmy powtarzano potem jeszcze i w latach 1664 oraz 1669.
Aktualnie (początek XXI w.) Mer de Glace ma około 12 km długości i 33 km² powierzchni, a miąższość lodu dochodzi do 150 metrów.